# 阿斯塔拉克
阿斯塔拉克（法語：Astarac，法語發音：[astaʁak]），又称埃斯塔拉克（法語：Estarac，法語發音：[ɛstaʁak]），是法国一个传统地区，位于今热尔省和上比利牛斯省。